# Next World
Next World – album remiksowy BoA wydany przez Avex Trax 27 sierpnia 2003 roku w Japonii. Osiągnął 4 pozycję w rankingu Oricon Album Chart i pozostał na liście przez 16 tygodni.

## Lista utworów
| CD  | CD                                                                     | CD      |
| Nr  | Tytuł utworu                                                           | Długość |
| --- | ---------------------------------------------------------------------- | ------- |
| 1.  | „HOLIDAY” (Palmdrive feat.BoA & FIRSTKLAS)                             |         |
| 2.  | „Kiseki” (jap. 奇蹟) (SOUL'd OUT Remix)                                |         |
| 3.  | „Flying without wings” (WESTLIFE featuring BoA)                        |         |
| 4.  | „Show me what you got” (DJ WATARAI REMIX) (Bratz feat. BoA & Howie D.) |         |
| 5.  | „JEWEL SONG” (AKIRA'S CANTO DIAMANTE VERSION) (BoA & AKIRA)            |         |
| 6.  | „Shine We Are!” (GROOVE THAT SOUL REMIX) (Remixed by G.T.S)            |         |
| 7.  | „flower” (D.I's "Luv hurts"REMIX) (Remixed by Daisuke Imai feat. LISA) |         |
| 8.  | „WINDING ROAD” (feat. Dabo)                                            |         |
| 9.  | „Everything Needs Love” (Mondo Grosso feat. BoA (Piano-pella))         |         |
| 10. | „VALENTI” ((English Version)                                           |         |
| 11. | „Every Heart” (English Version)                                        |         |
| 12. | „LISTEN TO MY HEART” (English Version)                                 |         |
| 13. | „Amazing Kiss” (English Version)                                       |         |

## Notowania na listach przebojów
| Lista                      | Pozycja |
| -------------------------- | ------- |
| Oricon Weekly Albums Chart | 4       |